# Vivement dimanche !
Pour les articles homonymes, voir Vivement dimanche.
Pour plus de détails, voir Fiche technique et Distribution.
Vivement dimanche ! est un film français réalisé par François Truffaut, sorti en 1983.

## Synopsis
Julien Vercel, un agent immobilier de Hyères, dans le sud de la France, chasse le canard près d'un lac quand un homme nommé Massoulier, également chasseur, est tué par un coup de fusil. Julien retourne à son bureau mais est interrogé par la police. Il apprend qu'il est le suspect principal de l'enquête car, en quittant le lac, il a éteint les lumières et fermé la portière de la voiture de Massoulier, y laissant ses empreintes. De plus, Massoulier et Marie-Christine, la femme de Julien, entretenaient une liaison secrète. Quand il la confronte le soir venu, elle ne nie pas l'adultère. Marie-Christine se cache quand Julien est emmené au commissariat de police pour une deuxième entrevue avant d'être relâché avec l'aide de Clément, son avocat, qui le reconduit chez lui. Entre-temps, Marie-Christine a été assassinée. Julien est maintenant coupable aux yeux de la justice. Pour prouver son innocence, il veut se rendre à Nice, où sa femme travaillait, mais Barbara Becker, sa secrétaire, lui dit qu'elle devrait plutôt faire les recherches à sa place, ce qu'elle fait quand son patron s'endort dans son bureau.
Tandis que Julien se cache dans son bureau au lieu de se rendre à la police, Barbara, secrètement amoureuse de lui, enquête sur le passé de Marie-Christine à Nice. Elle y apprend que sa véritable identité était Josiane Kerbel, qu'elle était mariée à un jockey compromis dans des jeux d'argent et qu'elle avait perdu de grosses sommes d'argent en pariant aux courses. Elle s'était donc mariée à Julien pour éviter les dettes. Les pistes mènent Barbara et Julien à un cinéma, une boîte de nuit et dans les allées sombres où règne la prostitution, jusqu’à ce que le patron de la boîte de nuit et la caissière du cinéma soient assassinés. Barbara et Julien attaquent un homme suspect qu'ils pensent coupable et qui s'avère être le frère de Massoulier, un innocent homme d'Église. Barbara rend visite à l'avocat de Julien et découvre la vérité : Clément et Marie-Christine étaient amants. Il a tué Massoulier à la demande de Marie-Christine et a tué cette dernière car elle ne voulait pas divorcer de Julien. Barbara et un agent de police organisent un piège contre Clément qui, l'ayant compris au dernier moment, se suicide dans une cabine téléphonique après avoir tout avoué. Julien et Barbara sont mariés par le frère de Massoulier.

## Fiche technique
- Titre : Vivement dimanche !
- Réalisation : François Truffaut, assisté de Pascal Deux et Suzanne Schiffman
- Scénario : Jean Aurel, Suzanne Schiffman et François Truffaut, d'après le roman The Long Saturday Night de Charles Williams
- Production : Armand Barbault, François Truffaut
- Musique : Georges Delerue
- Photographie : Néstor Almendros
- Montage : Martine Barraqué
- Décors : Hilton McConnico
- Pays de production :  France
- Sociétés de production : Les Films du Carrosse, Films A2, Soprofilms
- Sociétés de distribution : Acteurs auteurs associés (), MK2 Diffusion ( - DVD), Toho-Towa (), Artificial Eye (), Rai Movie ( - TV), BIM Distribuzione ( - DVD), International Spectrafilm (), Umbrella Entertainment ()
- Format : Noir et blanc - 1,66:1 - 35 mm - son Mono
- Genre : policier, comédie
- Durée : 110 minutes
- Dates de sortie :
  - Suisse : 5 août 1983 (Festival du film de Locarno)
  - France : 10 août 1983
  - Royaume-Uni : 18 août 1983 (Festival du film de Londres)
  - Belgique : 19 janvier 1984

## Distribution
- Jean-Louis Trintignant : Julien Vercel, l'agent immobilier soupçonné de meurtre
- Fanny Ardant : Barbara Becker, la secrétaire de Julien Vercel
- Jean-Pierre Kalfon : l'abbé Massoulier, le frère de la première victime
- Caroline Silhol : Marie-Christine Vercel, épouse de Julien, la seconde victime
- Anik Belaubre : Paula Delbecq, caissière du cinéma l'Eden, la troisième victime
- Jean-Louis Richard : Louison, patron du cabaret l'Ange Rouge, la quatrième victime
- Philippe Laudenbach : Maître Clément, l'avocat de Julien Vercel
- Philippe Morier-Genoud : Santelli, le commissaire de police chargé de l'enquête
- Georges Koulouris : le détective Lablache
- Xavier Saint-Macary : Bertrand Fabre
- Yann Dedet : Visage d'ange
- Nicole Félix : la prostituée défigurée
- Pascale Pellegrin : la candidate au secrétariat
- Roland Thénot : Jambreau
- Pierre Gare : l'inspecteur Poivert

## Autour du film
- Le tournage s'est déroulé du 4 novembre au 31 décembre 1982.
- Le film a été tourné dans la ville d’Hyères juste avant la modernisation du centre urbain et la disparition du vieux cinéma. Ce film constitue un témoignage unique sur la ville à cette époque. Dans le film, Hyères n'est jamais citée, il est juste dit « La ville » par les personnages.
- Vivement dimanche ! est le dernier film réalisé par François Truffaut, décédé le 21 octobre 1984 d'une tumeur cérébrale.
- Le film a été réalisé en noir et blanc, et en reprenant d'une manière volontairement caricaturale les codes du film noir des années 1950, dans les dialogues, le scénario ou le traitement de la lumière.
- La chambre d’hôtel occupée à Nice par la femme de Julien Vercel est la 813, probable référence  au roman du même nom de Maurice Leblanc, et à l'association « 813, les amis des littératures policières ». De même Julien Vercel regarde les jambes des passantes par le soupirail, probable référence aussi à L'Homme qui aimait les femmes, autre film de Truffaut, coutumier de ces clins d’œil.

## Diffusion et réception critique
Avec un total de 1 176 425 spectateurs, le film fut le 39e film le plus vu cette année-là au box-office.

## Distinctions
- Nomination au prix du meilleur film étranger lors des BAFTA Awards 1984.
- Nomination au César du meilleur réalisateur et meilleure actrice (Fanny Ardant) en 1984.